# Sébastien Barberis
Sébastien Barberis (* 31. Mai 1972 in Sion) ist ein ehemaliger Schweizer Fussballspieler. Er ist der Sohn des Trainers Umberto Barberis.
Barberis spielte ab 1996 mit der Spielernummer 12 beim FC Basel. Unter anderem spielte er 2002/03 in der Champions League mit. Er beendete 2005 nach neun Jahren beim FC Basel seine aktive Karriere als Profifussballer und kehrte zurück nach Bulle in die Romandie, wo er als Bankangestellter arbeitet. Von 2005 bis 2007 spielte Sébastien Barberis noch weiter Fussball beim Schweizer Erstligaverein FC Bulle.